# Little League World Series 2001
Koordinaten: 41° 13′ 45″ N, 77° 0′ 2″ W
Die Little League World Series 2001 war die 55. Austragung der Little League Baseball World Series, einem internationalen Baseballturnier für Knaben zwischen 11 und 12 Jahren. Gespielt wurde wie jedes Jahr in South Williamsport, Pennsylvania.
Gegenüber dem Vorjahr wurde das Teilnehmerfeld vergrößert, das Spiel um Platz 3 wieder eingeführt und zusätzlich das neue Little League Volunteer Stadium eröffnet.
Die Mannschaft aus New York wurde disqualifiziert da der Spieler Danny Almonte bereits zwei Jahre über dem maximalen Alter war. Sämtliche Spiele der LLWS und der Qualifikation wurden rückwirkend Forfait für den Gegner gewertet.

## Neue Regionen
Neu konnten sich insgesamt 16 Mannschaften (je acht internationale und US-amerikanische) für das Turnier qualifizieren. Dazu wurden die Regionen wie folgt aufgeteilt:
| USA alt        | USA neu                                   | International alt    | International neu                                                     |
| -------------- | ----------------------------------------- | -------------------- | --------------------------------------------------------------------- |
| Region Ost     | Region Mittelatlantik Region Neuengland   | Region Europa        | Region Europa, Mittlerer Osten und Afrika (EMEA) Region Transatlantik |
| Region Süd     | Region Südost Region Golfstaaten          | Region Ferner Osten  | Region Asien Region Pazifik                                           |
| Region West    | Region Nordwest Region West               | Region Kanada        | Region Kanada (unverändert)                                           |
| Region Zentral | Region Große Seen Region Mittlerer Westen | Region Lateinamerika | Region Karibik Region Lateinamerika Region Mexiko                     |

## Teilnehmer
Die 16 Teams spielen in vier Gruppen zu je vier Mannschaften Jeder gegen Jeden. Die beiden besten Mannschaften spielen dann in Ausscheidungsspielen um den Titel.
| Gruppe A                                     | Gruppe B                                      | Gruppe C                                     | Gruppe D                                            |
| -------------------------------------------- | --------------------------------------------- | -------------------------------------------- | --------------------------------------------------- |
| Rhode Island, Rhode Island Region Neuengland | Bronx, New York Region Mittelatlantik         | Santiago de Veraguas, Panama Lateinamerika   | Agana, Guam Pazifik                                 |
| Oceanside, Kalifornien Region West           | Bainbridge Island, Washington Region Nordwest | Willemstad, Niederländische Antillen Karibik | Calgary, Alberta Kanada                             |
| Brownsburg, Indiana Region Große Seen        | Davenport, Iowa Region Mittlerer Westen       | Dhahran, Saudi-Arabien Transatlantik         | Moskau, Russland Europa, Mittlerer Osten und Afrika |
| Lake Charles, Louisiana Region Golfstaaten   | Apopka, Florida Region Südost                 | Tokio, Japan Asien                           | Matamoros, Tamaulipas Mexiko                        |

## Ergebnisse
Die acht US-amerikanischen und die acht internationalen Teams wurden in zwei Gruppen aufgeteilt. Jeder spielte gegen jeden in seiner Gruppe. Die ersten Beiden zogen in die Meisterschaftsrunde ein und spielten gegen die jeweils andere Gruppe ihrer Region einen Sieger aus. Der Sieger der US-amerikanischen Finales und des internationalen Finales spielten dann in der Weltmeisterschaft gegeneinander um den Titel.

### Vereinigte Staaten

#### Gruppe A
| Platz | Region      | W | L | %     |
| ----- | ----------- | - | - | ----- |
| 1.    | Große Seen  | 3 | 0 | 1.000 |
| 2.    | West        | 2 | 1 | 0.667 |
| 3.    | Golfstaaten | 1 | 2 | 0.333 |
| 4.    | Neuengland  | 0 | 3 | 0.000 |

| Datum      | Zeit  | Stadion           | Begegnung  | Begegnung | Begegnung   | Ergebnis |
| ---------- | ----- | ----------------- | ---------- | --------- | ----------- | -------- |
| 17. August | 16:00 | Volunteer Stadium | Neuengland | –         | West        | 0:8      |
| 17. August | 19:00 | Volunteer Stadium | Große Seen | –         | Golfstaaten | 2:0      |
| 18. August | 19:00 | Volunteer Stadium | Neuengland | –         | Große Seen  | 1:5      |
| 19. August | 15:00 | Lamade Stadium    | West       | –         | Golfstaaten | 5:2      |
| 20. August | 14:00 | Lamade Stadium    | Neuengland | –         | Golfstaaten | 2:5      |
| 20. August | 19:00 | Lamade Stadium    | Große Seen | –         | West        | 2:1      |

#### Gruppe B
| Platz | Region           | W               | L               | %               |
| ----- | ---------------- | --------------- | --------------- | --------------- |
| DSQ   | Mittelatlantik   | disqualifiziert | disqualifiziert | disqualifiziert |
| 2.    | Südost           | 2               | 1               | 0.667           |
| 3.    | Nordwest         | 1               | 2               | 0.333           |
| 4.    | Mittlerer Westen | 0               | 3               | 0.000           |

Da die Mannschaft aus New York erst im Nachhinein disqualifiziert wurde, werden die Ergebnisse in der Tabelle noch geführt. Sie hatten alle Spiele der Gruppenphase gewonnen.
| Datum        | Zeit  | Stadion           | Begegnung        | Begegnung | Begegnung        | Ergebnis |
| ------------ | ----- | ----------------- | ---------------- | --------- | ---------------- | -------- |
| 18. August   | 13:00 | Volunteer Stadium | Mittelatlantik   | –         | Südost           | 5:0 0:6  |
| 18. August   | 16:00 | Volunteer Stadium | Nordwest         | –         | Mittlerer Westen | 4:3      |
| 19. August   | 13:00 | Volunteer Stadium | Südost           | –         | Nordwest         | 2:0      |
| 20. August 1 | 11:00 | Lamade Stadium    | Mittlerer Westen | –         | Mittelatlantik   | 4:7 6:0  |
| 21. August   | 14:00 | Lamade Stadium    | Nordwest         | –         | Mittelatlantik   | 0:5 6:0  |
| 21. August   | 19:00 | Lamade Stadium    | Südost           | –         | Mittlerer Westen | 10:3     |

1 Das Spiel Iowa gegen New York wurde wegen Regens vom 19. auf den 20.8. verschoben.

### International

#### Gruppe C
| Platz | Region        | W | L | %     |
| ----- | ------------- | - | - | ----- |
| 1.    | Asien         | 2 | 1 | 0.667 |
| 2.    | Karibik       | 2 | 1 | 0.667 |
| 3.    | Transatlantik | 1 | 2 | 0.333 |
| 4.    | Lateinamerika | 1 | 2 | 0.333 |

| Datum      | Zeit  | Stadion           | Begegnung     | Begegnung | Begegnung     | Ergebnis |
| ---------- | ----- | ----------------- | ------------- | --------- | ------------- | -------- |
| 17. August | 17:30 | Lamade Stadium    | Transatlantik | –         | Asien         | 2:4      |
| 18. August | 15:00 | Lamade Stadium    | Karibik       | –         | Lateinamerika | 3:2      |
| 19. August | 17:00 | Volunteer Stadium | Transatlantik | –         | Karibik       | 3:10     |
| 20. August | 20:00 | Volunteer Stadium | Asien         | –         | Lateinamerika | 1:6      |
| 21. August | 15:00 | Volunteer Stadium | Asien         | –         | Karibik       | 4:2      |
| 21. August | 18:00 | Volunteer Stadium | Transatlantik | –         | Lateinamerika | 11:0 (5) |

#### Gruppe D
| Platz | Region  | W | L | %     |
| ----- | ------- | - | - | ----- |
| 1.    | Pazifik | 3 | 0 | 1.000 |
| 2.    | Mexiko  | 2 | 1 | 0.667 |
| 3.    | Kanada  | 1 | 2 | 0.333 |
| 4.    | EMEA    | 0 | 3 | 0.000 |

| Datum        | Zeit  | Stadion           | Begegnung | Begegnung | Begegnung | Ergebnis |
| ------------ | ----- | ----------------- | --------- | --------- | --------- | -------- |
| 18. August   | 11:00 | Lamade Stadium    | Mexiko    | –         | Pazifik   | 5:6      |
| 18. August   | 18:00 | Lamade Stadium    | EMEA      | –         | Kanada    | 1:5      |
| 20. August   | 13:00 | Volunteer Stadium | Kanada    | –         | Mexiko    | 5:6      |
| 20. August   | 16:00 | Volunteer Stadium | EMEA      | –         | Pazifik   | 0:5      |
| 21. August   | 11:00 | Lamade Stadium    | Pazifik   | –         | Kanada    | 6:5      |
| 21. August 2 | 12:00 | Volunteer Stadium | Mexiko    | –         | EMEA      | 2:0      |

2 Das Spiel Mexiko gegen Russland wurde wegen Regens vom 19. auf den 21.8. verschoben.

### Meisterschaftsspiele
|  | Halbfinale                      | Halbfinale                      |                                 |                                 | US und Intern. Finale           | US und Intern. Finale |  |  | Weltmeisterschaft               | Weltmeisterschaft               |
|  |                                 |                                 |                                 |                                 |                                 |                       |  |  |                                 |                                 |
|  | 22. August 16:00 Lamade Stadium |                                 |                                 |                                 |                                 |                       |  |  |                                 |                                 |
|  | C1 Asien                        | 15                              |                                 |                                 |                                 |                       |  |  |                                 |                                 |
|  | C1 Asien                        | 15                              | 25. August 20:00 Lamade Stadium |                                 |                                 |                       |  |  |                                 |                                 |
|  | D2 Mexiko                       | 5                               |                                 |                                 |                                 |                       |  |  |                                 |                                 |
|  | D2 Mexiko                       | 5                               | Asien                           | 2                               |                                 |                       |  |  |                                 |                                 |
|  |                                 |                                 | Asien                           | 2                               |                                 |                       |  |  |                                 |                                 |
|  |                                 | Karibik                         | 1                               |                                 |                                 |                       |  |  |                                 |                                 |
|  | D1 Pazifik                      | Karibik                         | 1                               | 3                               |                                 |                       |  |  |                                 |                                 |
|  | D1 Pazifik                      |                                 |                                 | 3                               |                                 |                       |  |  |                                 |                                 |
|  | C2 Karibik                      | 4                               |                                 | 26. August 18:30 Lamade Stadium | 26. August 18:30 Lamade Stadium |                       |  |  |                                 |                                 |
|  | 23. August 16:00 Lamade Stadium | 23. August 16:00 Lamade Stadium | Asien                           | 2                               |                                 |                       |  |  |                                 |                                 |
|  | 22. August 20:00 Lamade Stadium | 22. August 20:00 Lamade Stadium |                                 | Südost                          | 1                               |                       |  |  |                                 |                                 |
|  | A1 Große Seen                   | 1                               |                                 |                                 |                                 |                       |  |  |                                 |                                 |
|  | B2 Südost                       | 6                               |                                 |                                 |                                 |                       |  |  |                                 |                                 |
|  | B2 Südost                       | 6                               | Südost                          | 8 6                             |                                 |                       |  |  |                                 |                                 |
|  |                                 |                                 | Südost                          | 8 6                             | Trostspiel                      |                       |  |  |                                 |                                 |
|  |                                 | Mittelatlantik                  | 2 0                             |                                 |                                 |                       |  |  |                                 |                                 |
|  | B1 Mittelatlantik               | Mittelatlantik                  | 2 0                             | 1 0                             | Karibik                         | 1 6                   |  |  |                                 |                                 |
|  | B1 Mittelatlantik               | 25. August 16:30 Lamade Stadium |                                 | 1 0                             | Karibik                         | 1 6                   |  |  |                                 |                                 |
|  | A2 West                         | 0 6                             |                                 | Mittelatlantik                  | 9 0                             |                       |  |  |                                 |                                 |
|  | A2 West                         | 0 6                             |                                 |                                 | 9 0                             |                       |  |  |                                 |                                 |
|  | 22. August 20:00 Lamade Stadium | 22. August 20:00 Lamade Stadium |                                 |                                 |                                 |                       |  |  | 26. August 13:00 Lamade Stadium | 26. August 13:00 Lamade Stadium |